# Tannenberg - Seelesberg
Das Naturschutzgebiet Tannenberg – Seelesberg liegt im Wartburgkreis in Thüringen. Es erstreckt sich südlich von Apfelbach und nordwestlich, südwestlich, südlich, südöstlich und östlich von Walkes, beide Ortsteile der Landstadt Geisa. Nördlich des Gebietes verläuft die Landesstraße L 2603 und am östlichen und südlichen Rand die Landesgrenze zu Hessen.

## Bedeutung
Das 263,8 ha große Gebiet mit der NSG-Nr. 235 wurde im Jahr 1990 unter Naturschutz gestellt.